# Opération Brise-glace
Opération Brise-Glace (Icebreaker) est le troisième roman de John Gardner à mettre en scène l'agent britannique James Bond. Il parut au Royaume-Uni pour la première fois en 1983. Le roman est plein de croisements où les agents et les organismes vont vivre et s’interroger sur la loyauté des uns envers les autres. 

## Résumé
L'AANS, l'Armée d'Action National-Socialiste (NSAA, National Socialist Action Army, en VO), a commencé une série de meurtres. Toutes les victimes étaient des soviétiques ; tuées aussi par des armes soviétiques. Il s'avère que l'AANS est dirigé par le comte de von Glöda, un ancien criminel de guerre nazi connu sous le nom de Aarne Tudeer et qui se considère comme le prochain führer, il veut créer le Quatrième Reich. À la demande secrète de l'URSS, une alliance se créer entre plusieurs pays pour arrêter l'AANS : cette opération est baptisée Brise-Glace. James Bond est envoyé en tant que représentant les services secrets britanniques (MI6), Brad Tirpitz représente les États-Unis (CIA), Kolya Mosolov l'URSS (KGB), et Rivke Ingber (Mossad) représente Israël. Personne n'a confiance en l'autre et en apparences des alliances se créent, notamment entre Bond et Rivke.
Bond se trouve bientôt à la frontière russo-finlandaise en arctique avec les autres membres de Brise-Glace pour trouver la base secrète de von Glöda après que celui-ci ait fini d'acheter des armes dans une base soviétique nommée Lievre bleu. Avant de partir, Rivke semble avoir été attaqué avec une bombe, mais il sera plus tard révélé qu'il s’agissait d'une mise en scène, celle-ci étant la fille de von Glöda, travaillant avec lui. Koyla se révèle être du département V, anciennement connu sous le SMERSH et Bond est à la tête des personnes les plus recherchées par cette organisation. Koyla a fait une alliance, il s'est associé à von Glöda pour qu'il puisse prendre les armes en échange de 007 afin de le ramener à Moscou et avoir une promotion. Brad Tirpitz semble avoir été remplacé par un des hommes de von Glöda avant que tous les membres de l'équipe soient arrivés. Cela laisse Bond sans alliés, se retrouvant prisonnier dans la base souterraine du comte, et torturé en étant plongé dans l'eau glacée. Cependant, un élément se produit en faveur de Bond. Paula Vacker, une de ses ex amie qui faisait semblant de travailler pour von Glöda se révèle finalement être une alliée et tue Rivke en qui Bond avait aveuglement confiance. Ensemble ils s'échappent de la base.
Alors qu'elle lui avoue travailler pour les services secrets finlandais (Supo) une formation d'avions de chasse converge et bombarde la base de von Glöda à la demande de Koyla le trahissant. Von Glöda et le faux Tirpitz parviennent tout de même à s'en tirer, Bond et Paula franchissent la frontière mais Koyla les suit de près.
Rentrant à l'hôtel, Koyla fait prisonnier Bond mais celui-ci parvient à le tuer après avoir appris que von Glöda est vivant, et qu'il est à l'aéroport. Bond s'y rend et le tue, cependant il se prend deux balles, mais pas dans des organes vitaux. Le faux Brad Tirpitz s'est aussi montré à l'aéroport. Il s’avère qu'il était un agent triple. Il était de la CIA se faisant passer pour l'un des sbires de von Glöda se faisant passer pour Brad Tirpitz. Après tout cela, Bond reçoit la visite de M et Paula et un mois de vacances bien mérité.
Bond effectue aussi plusieurs semaines de formation de conduite de Erik Carlsson en préparation de la mission arctique.

## Personnages principaux
- James Bond
- M
- Les autres membres de Brise-Glace : Brad Tirpitz de la CIA, Rivke Ingberg du Mossad et Kolya Molosov du KGB
- Paula Vacker l’une des conquêtes de 007 d’origine finlandaise
- Comte Conrad von Glöda, ancien officier SS et chef de l’AANS, qui se prend pour le Führer du Quatrième Reich

## Équipements et gadgets
- La nouvelle arme de service de Bond est un Heckler & Koch P7, il est rangé dans un hostler avec une sangle ajustable créée par Ann Reilly (Q'ute).
- James Bond roule toujours avec sa Saab 900 turbo grise, en plus l'équipement présent dans Permis renouvelé et Mission particulière on apprend qu'elle possède en plus un téléphone, un dispositif pour envoyer des messages codés à Londres, une bêche, deux caisses de rations, des pneus cloutés, un lance-câble, un système d'alarme, des fusées éclairantes, des grenades paralysantes et offensives L2A2 (p. 73). Pour la première fois, le département Q s'est aussi occupé des modifications apportées à la voiture.
- Une valise à plusieurs compartiments secrets avec notamment des fusées éclairantes et un détecteur de micro.

## Historique de publications
- Le roman a été publié pour la première fois au Royaume-Uni par la maison d'édition Jonathan Cape Ltd, le 7 juillet 1983 avec couverture rigide. En couverture souple, Opération Brise-Glace paraîtra un an plus tard, en 1984 par Coronet Books

- Aux États-Unis, le roman a été publié premièrement en avril 1983 (soit trois mois avant la sortie en Angleterre) en couverture rigide, par G. P. Putnam's Sons, puis le roman en couverture rigide suit un an plus tard et est publié par Berkeley Books[1].

- En France, la première édition remonte à 1986, par les Éditions Belfond[2]. La traduction est signée Armand Roth et Hervé Proulx. Douze ans plus tard, en 1997, les éditions Claude Lefrancq ré-édite le roman en format de poche, avec la même traduction.

- En Finlande, le roman est publié en 1983 sous le titre Tehtävä Suomessa, James Bond, qui veut dire en français Mission en Finlande, James Bond[3]. En effet, une grande partie du roman se déroule dans ce pays.